# Яблонна (Турецький повіт)
Яблонна (пол. Jabłonna) — село в Польщі, у гміні Владиславув Турецького повіту Великопольського воєводства.
Населення — 211 осіб (2011).
У 1975-1998 роках село належало до Конінського воєводства.

## Демографія
Демографічна структура станом на 31 березня 2011 року:
|          | Загалом | Допрацездатний вік | Працездатний вік | Постпрацездатний вік |
| -------- | ------- | ------------------ | ---------------- | -------------------- |
| Чоловіки | 102     | 34                 | 62               | 6                    |
| Жінки    | 109     | 24                 | 59               | 26                   |
| Разом    | 211     | 58                 | 121              | 32                   |